# Hibiscus Cycle Classic
L' Hibiscus Cycle Classic és una competició ciclista d'un dia que es disputa a Sud-àfrica. La cursa forma part de l'UCI Àfrica Tour, amb una categoria 1.2, des de la seva creació el 2015.

## Palmarès
| Any  | Vencedor    | Segon          | Tercer        |
| ---- | ----------- | -------------- | ------------- |
| 2015 | Metkel Eyob | Hendrik Kruger | Meron Teshome |